# 글렌 히센
글렌 히센(Glenn Hysén, 1959년 10월 30일 ~ )은 스웨덴의 전 축구 선수이다.